# محافظة ناخون باتوم
محافظة ناخون باتوم (بالتايلاندية:นครปฐม) و(بالإنكليزية:Nakhon Pathom) هيَ واحدة من محافظات تايلاند الخمس والسبعين، تجاور محافظات سارابوري وأيوتثايا ونونثابوري وبانكوك وساموت ساخون وراتشابوري وكانتشانابوري

## التسمية
استمد اسم ناخوم باتوم من لغة بالي الهندية القديمة (ناجارا باثاما) وتعني أول مدنية.

## الجغرافيا
ناخون باتوم محافظة صغيرة تقع علي بعد 56 كيلومترا عن العاصمة بانكوك وهي عبارة عن سهل رسوبي في وسط تايلاند.

## التاريخ
تعتبر المدينة أقدم مدينة في تايلاند ولايزال هناك بقايا اثار من مملكة دفارافاتي التي تعود ربما الي القرن السادس ، تعتبر المحافظة مركزا للبوذية في تايلاند وكانت من القرن السادس مركزا مهما للبوذية ويعتبر معبد ستوبا فرا باثوم شيدي
اعلي معبد بالعالم حيث يرتفع 127 متر والذي يقع وسط المدينة.

## التقسيمات الادارية
تنقسم المحافظة الي 7 مقاطعات و 105 بلدية و 919 قرية.
| 1. موانج ناخون باثوم 2. كامفانج ساين 3. ناهون تشا سا 4. توم دون | 1. بانج ليون 2. سام فران 3. فوتثامونثون |

## أعلام
- سوتشيندا كرابرايون
- تشاناتيب سونغكراسين
- سورافول سومباتشاروين